# Barisey-au-Plain
Barisey-au-Plain is een gemeente in het Franse departement Meurthe-et-Moselle (regio Grand Est) en telt 329 inwoners (1999). De plaats maakt deel uit van het arrondissement Toul.

## Geografie
De oppervlakte van Barisey-au-Plain bedraagt 10,9 km², de bevolkingsdichtheid is 30,2 inwoners per km².
De onderstaande kaart toont de ligging van Barisey-au-Plain met de belangrijkste infrastructuur en aangrenzende gemeenten.

## Demografie
Onderstaande figuur toont het verloop van het inwonertal (bron: INSEE-tellingen).